# Miller County, Arkansas
Miller County är ett administrativt område i delstaten Arkansas, USA. År 2010 hade countyt 43 462 invånare. Den administrativa huvudorten (county seat) är Texarkana. 

## Geografi
Enligt United States Census Bureau så har countyt en total area på 1 650 km². 1 614 km² av den arean är land och 36 km² är vatten. 

### Angränsande countyn
- Little River County - nord
- Hempstead County - nordöst
- Lafayette County - öst
- Bossier Parish, Louisiana - sydöst
- Caddo Parish, Louisiana - syd
- Cass County, Texas - sydväst
- Bowie County, Texas - väst